# Estação Vall d'Hebron

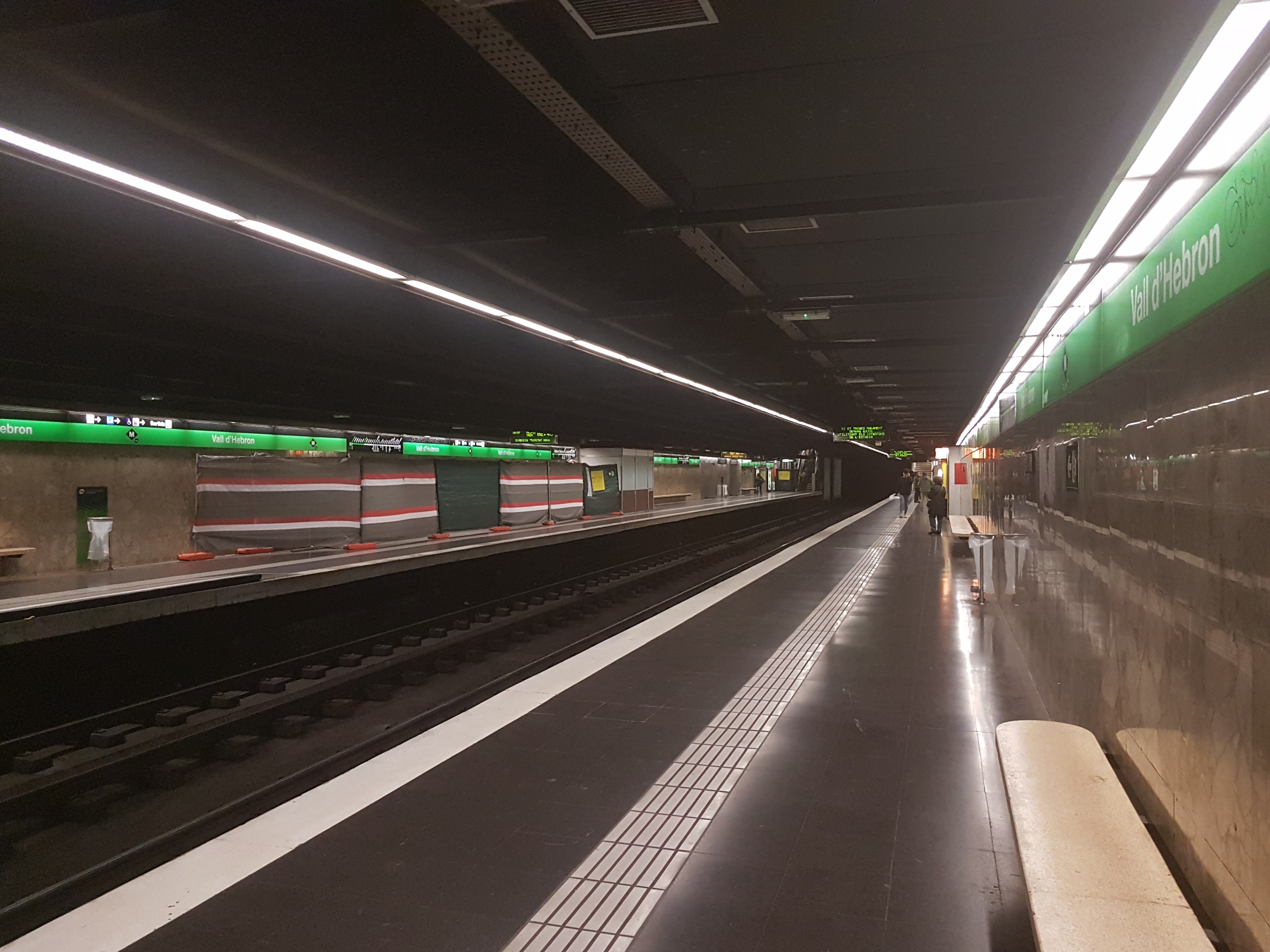
Plataformas de embarque L3.

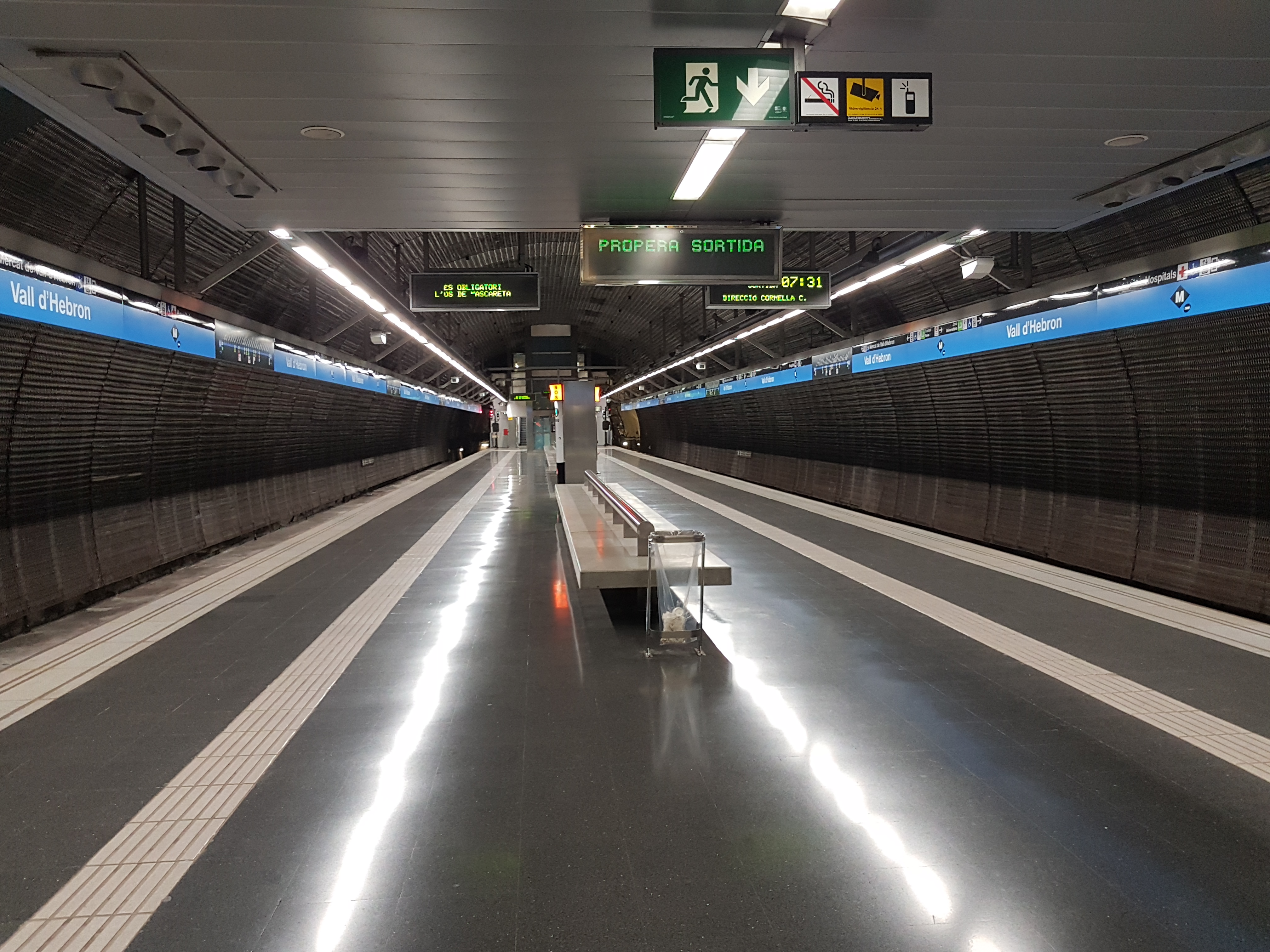
Plataformas de embarque L5.

Vall d'Hebron é uma estação da linha Linha 3 e Linha 5 do Metro de Barcelona.

## História
A estação foi inaugurada em 1985, quando foi inaugurado o trecho da linha L3 entre as estações Lesseps e Montbau. O troço da linha L5 da estação foi inaugurado a 30 de Julho de 2010, altura em que foi inaugurada a extensão da estação da Horta.

## Localização
Localizada no distrito de Horta-Guinardó de Barcelona, e em homenagem ao bairro vizinho de Vall d'Hebron. A estação é servida pela linha L3 e é o terminal norte da linha L5.
O trecho da linha L3 da estação está situado sob o Passeig de la Vall d'Hebron e a via expressa Ronda de Dalt, entre a Avinguda del Jordà e o Camí de la Granja. Possui dois trilhos e duas plataformas laterais com 95 metros (312 pés) de comprimento. A seção da linha L5 da estação está situada a uma profundidade de 41,5 metros (136 pés) abaixo da Avinguda del Jordà e da Carrer de Coll i Alentorn. Ele tem uma única plataforma central servida por dois trilhos.

## Interligação
Vall d'Hebron é uma das três estações onde as linhas L3 e L5 se conectam, sendo as outras estações de metrô Sants Estació e Diagonal. Como as duas estações, as plataformas das duas linhas em Vall d'Hebron são conectadas por uma passagem subterrânea. No entanto, não há conexão de linha entre as duas linhas em Vall d'Hebron. Existem oficinas e páteo de estacionamento de trens para ambas as linhas que servem à estação.